# Kunti Suyu

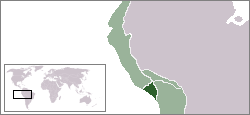
Kunti Suyu

Etendard du Kunti Suyu.

Le Kunti Suyu (on écrit également Quntisuyu, ou en espagnol Contisuyo) était la région du Tawantin Suyu (c'est-à-dire l'Empire Inca) située à l'ouest de Cuzco. 
Elle s'étendait jusqu'à l'océan Pacifique et était la plus petite des quatre régions de l'empire. Elle se composait de terres assez désertiques et était habitée principalement par les tribus pukinas.